# Дюшес (напиток)
«Дюшес» — один из сортов советского лимонада; популярный в СССР безалкогольный сильногазированный тонизирующий напиток светло-жёлтого цвета.
Помимо классической лимонадной основы (лимонный сок, сахар и газированная вода), оригинальный напиток содержит сироп — настой десертной (сладкой и сочной) южной груши сорта «Дюшес», что придаёт ему винно-сладкий с чуть вяжущей кислинкой вкус и сильный аромат.
Напиток «Дюшес» был разработан в 1930-х годах одним из первых в числе новых советских тонизирующих газированных напитков (для расширения их ряда относительно традиционного Ситро) с использованием сиропа (ГОСТ 28499-90) выращиваемой в Азербайджане, Грузии, Армении, Крыму и на Северном Кавказе груши сорта Дюшес при участии специалистов Всесоюзного научно-исследовательского института пивоваренной, безалкогольной и винодельческой промышленности и в советское время выпускался в бутылках 0,5 л, имея стоимость 10 копеек без учёта стоимости посуды.
Рецептура напитка «Дюшес» по ОСТ 18-117-73, на 100 декалитров (1000 литров напитка):
- Сахар — 64,11 кг
- Кислота лимонная — 1,408 кг
- Эссенция «Груша» для напитка «Грушевый» — до 0,19 литров
- Колер (сахарный колер) — 1,16 кг
- Двуокись углерода — 4,0 кг

Эссенция «Груша» изготавливалась методом спиртовой вытяжки из груш сорта Дюшес, таким образом, напиток содержал незначительное количество этилового спирта.
Со времени распада СССР в настоящее время аналоги этого напитка (часто с «ароматизаторами, идентичными натуральным») под свободной торговой маркой «Дюшес» выпускаются в различной стеклянной и пластиковой таре на ряде предприятий по производству безалкогольных напитков России, в том числе крупнейшим таковым концерном ОСТ в Черноголовке, а также в Закавказье, Украине (компания Биола), Латвии, Германии (компания Wostok) и т. д. Существуют рецепты домашнего изготовления напитка.